# Takashi Rakuyama
Takashi Rakuyama (楽山 孝志 Rakuyama Takashi?), född 11 augusti 1980 i Toyama prefektur, är en japansk före detta fotbollsspelare.
Rakuyama började sin karriär 2003 i JEF United Ichihara (JEF United Chiba). Med JEF United Chiba vann han japanska ligacupen 2005 och 2006. 2008 flyttade han till Sanfrecce Hiroshima. Efter Sanfrecce Hiroshima spelade han för FK Chimki och Shenzhen Ruby. Han avslutade karriären 2013.